# Daniel Lescano
Daniel Lescano (Santiago del Estero; 10 de septiembre de 1956), popularmente conocido como "Dany Lescano ", es un cantante, compositor y músico argentino de cumbia villera. Es considerado el primer cantante de este género

## Biografía
Daniel Lescano nació el 10 de septiembre de 1956 en Santiago del Estero. A los 21 años ingresó por primera vez a un grupo tropical que se llamaba "Los Delfines", después pasó a otro grupo que se llamaba "Persuasión" y posteriormente al grupo "Quique y La Charanga Colombiana".
En 1993 fue el cantante del grupo La Charanga, que tocaba cumbia norteña. En su disco de 10 canciones, destaca "Cómo te extraño vida mía", que pronto se convirtió en un éxito y posteriormente fue lanzado bajo otras versiones, todas con la voz de Lescano. Cinco años después, también con La Charanga, es la voz del disco "Falsa mujer", en el cual aparece una nueva versión de su primer éxito, además del tema homónimo del disco y otras canciones. 
Tras pasar un año en prisión, da un giro en su carrera artística y se vuelca a la cumbia villera, para convertirse en la voz del grupo Flor de Piedra, de la mano de Pablo Lescano. En la producción "La vanda más loca", la canción "Sos un botón" se vuelve un éxito y el grupo es invitado a algunos programas musicales de la televisión argentina. Al año siguiente, el grupo publica su segundo disco "Más duros que nunca", con éxitos como "La jarra loca" y "Patovicagón". La fama rápidamente conseguida se traduce en giras por el interior del país, pero poco antes de finalizar el año, el grupo se disuelve por diferencias entre Daniel y Pablo. En 2001 crea su grupo "Dany Lescano y La Roka", pero no tiene el mismo éxito y se desintegra al poco tiempo. 
Tras un corto periodo en otro grupo fundado por él mismo (Va de vuelta), en 2006 inicia su carrera como solista, condición en la que se mantiene hasta la actualidad y con un lugar cimentado en la industria cumbiera argentina.

## Discografía
| Año  | Disco               | Grupo                  |
| ---- | ------------------- | ---------------------- |
| 1993 | La Charanga         | La Charanga            |
| 1998 | Falsa mujer         | La Charanga            |
| 1999 | La vanda mas loca   | Flor de Piedra         |
| 2000 | Más duros que nunca | Flor de Piedra         |
| 2001 | One                 | Dany Lescano y La Roka |
| 2002 | Va de vuelta        | Va de vuelta           |
| 2006 | No estaba muerto    | Solista                |
| 2010 | Grandes éxitos      | Solista                |